# Rahînea, Dolîna
Rahînea (în ucraineană Рахиня) este o comună în raionul Dolîna, regiunea Ivano-Frankivsk, Ucraina, formată numai din satul de reședință.

## Demografie
Componența lingvistică a comunei Rahînea
     Ucraineană (99,39%)
     Alte limbi (0,53%)
Conform recensământului din 2001, majoritatea populației comunei Rahînea era vorbitoare de ucraineană (99,39%), existând în minoritate și vorbitori de alte limbi.